# Frank Dancevic
Frank Russell Dancevic (ur. 26 września 1984 w Niagara Falls) – kanadyjski tenisista, reprezentant w Pucharze Davisa, olimpijczyk z Pekinu (2008).

## Kariera tenisowa
Występując jeszcze jako junior w roku 2001 Dancevic wspólnie z Giovannim Lapenttim wygrali grę podwójną chłopców podczas Wimbledonu.
W 2003 roku rozpoczął profesjonalną karierę.
W singlu, oprócz zwycięstw w zawodach kategorii ATP Challenger Tour, osiągnął 2 finały turniejów rangi ATP World Tour, najpierw latem 2007 roku w Indianapolis eliminując m.in. w półfinale Andy'ego Roddicka, a potem w czerwcu 2009 roku w Eastbourne. W obu imprezach przegrywał finałowe spotkania z Dmitrijem Tursunowem.
Jako deblista Kanadyjczyk jesienią 2007 roku razem ze Stephenem Hussem doszli do finału turnieju w Tokio. Mecz o tytuł przegrali z parą Jordan Kerr–Robert Lindstedt.
Od roku 2002 Dancevic reprezentuje Kanadę w Pucharze Davisa. Do końca roku 2011 rozegrał dla zespołu 26 meczów (singiel i debel) z których 13 wygrał.
W 2008 roku zagrał na igrzyskach olimpijskich w Pekinie. Odpadł z gry pojedynczej w 1 rundzie, wyeliminowany przez Stanislasa Wawrinkę.
W rankingu gry pojedynczej Dancevic najwyżej był na 65. miejscu (10 września 2007), a w klasyfikacji gry podwójnej na 175. pozycji (28 stycznia 2008).

### Finały w turniejach ATP World Tour
| Legenda                                      |
| -------------------------------------------- |
| Wielki Szlem                                 |
| Igrzyska olimpijskie                         |
| Tennis Masters Cup / ATP Finals              |
| ATP Masters Series / ATP Tour Masters 1000   |
| ATP International Series Gold / ATP Tour 500 |
| ATP International Series / ATP Tour 250      |

#### Gra pojedyncza (0–2)
| Końcowy wynik | Nr | Data            | Turniej      | Nawierzchnia | Przeciwnik       | Wynik finału |
| ------------- | -- | --------------- | ------------ | ------------ | ---------------- | ------------ |
| Finalista     | 1. | 29 lipca 2007   | Indianapolis | Twarda       | Dmitrij Tursunow | 4:6, 5:7     |
| Finalista     | 2. | 20 czerwca 2009 | Eastbourne   | Trawiasta    | Dmitrij Tursunow | 3:6, 6:7(5)  |

#### Gra podwójna (0–1)
| Końcowy wynik | Nr | Data                | Turniej | Nawierzchnia | Partner      | Przeciwnicy                  | Wynik finału |
| ------------- | -- | ------------------- | ------- | ------------ | ------------ | ---------------------------- | ------------ |
| Finalista     | 1. | 7 października 2007 | Tokio   | Twarda       | Stephen Huss | Jordan Kerr Robert Lindstedt | 4:6, 4:6     |